# Sisselängevattnet
Sisselängevattnet är en sjö i Munkedals kommun i Bohuslän och ingår i Enningdalsälvens huvudavrinningsområde. Sjön är 2,5 meter djup, har en yta på 0,04 kvadratkilometer och befinner sig 60 meter över havet.